# 上原進
上原 進（うえはら すすむ、1932年 - 2023年11月24日）は、日本の歯科医師・歯学者・博士。元日本障害者歯科学会理事長、日本大学名誉教授、元日本大学松戸歯学部障害者歯科学講座教授、元川崎医療福祉大学教授。

## 経歴
群馬県出身。1957年に東京歯科大学卒業、以後日本大学助手を経て1978年より1998年まで日本大学松戸歯学部障害者歯科学講座教授。1998年より同大学総合科学研究所教授。2000年より2005年まで川崎医療福祉大学教授。

## 著作
- Nowak,Arthur J. 編『障害者歯科学』訳 上原進 他、医歯薬出版、1981年3月。 NCID BN04371575。
- 上原進、池田正一 著「17章 心身障害児の歯科診療」、稗田, 豊治、菊池, 進; 栗原, 洋一 ほか 編『最新小児歯科学』監修 深田英朗（第2版）、医歯薬出版、1981年9月。ISBN 978-4-263-40281-8。 NCID BN0352539X。
- Gerald Z.Wright 編『歯科診療における小児の取り扱い』監訳 上原進 訳 今西孝博他、国際医書出版、1982年3月。ISBN 4875830033。 NCID BA62533242。
- 編集 ミシガン大学歯学部、日本語版監修 上原進『障害をもつ子供のためのホームデンタルケア』ヘスコインターナショナル、1983年。NCID BA62831149。
  - 編集 ミシガン大学歯学部、日本語版監修 上原進『ホームデンタルケアの大切さ』ヘスコインターナショナル、1983年。NCID BA62838148。
  - 編集 ミシガン大学歯学部、日本語版監修 上原進『歯垢のとり方と自己管理の教え方』ヘスコインターナショナル、1983年。NCID BA62839253。
  - 編集 ミシガン大学歯学部、日本語版監修 上原進『就学前障害児のホームデンタルケア』ヘスコインターナショナル、1983年。NCID BA62839810。
- 赤坂守人、隅田百登子、本川渉、藥師寺仁、上原進、土屋友幸、矢尾和彦 著、全国歯科衛生士教育協議会 編『小児歯科学』医歯薬出版〈新歯科衛生士教本〉、1994年10月。ISBN 978-4-263-42734-7。 NCID BN11675332。
- 上原進 著「第8章 障害者にみられる下顎運動異常 知的障害者の口腔の特徴と下顎運動障害」、泉廣, 次、腰原, 好、斎藤, 毅 編『下顎運動障害』医歯薬出版〈歯科診療の実際〉、1995年11月。ISBN 978-4-263-45044-4。 NCID BN13645172。
- 上原進 著「第8章 身障者の外傷 心身障害者を扱ううえでの外傷の予防と管理（診療中の）」、泉廣, 次、腰原, 好、斎藤, 毅 編『外傷』医歯薬出版〈歯科診療の実際〉、1997年6月。ISBN 978-4-263-45306-3。 NCID BA31709162。
- 上原進、米本久美子『はぬけのはなし』福音館書店、2001年6月。 NCID BA52157665。
- 上原進、米本久美子『はぬけのはなし』福音館書店、2003年4月。 NCID BA83257187。

## 所属団体
- 日本歯科医学会
  - 日本小児歯科学会 名誉会員[7]
  - 日本障害者歯科学会 元理事長[6]
  - 日本小児口腔外科学会  名誉会員[8]
- 日本歯科医療福祉学会 名誉会員[9]